# Glesstarr
Glesstarr (Carex distans) är en flerårig gräslik växt inom släktet starrar och familjen halvgräs.
Det är en tuvad starrart med tydligt separata han- och honax. Det vanligen ensamma hanaxet sitter överst på strået. De oskaftade och avlånga honaxen sitter oftast långt åtskiljda på stjälken vilket givit artens både dess svenska och vetenskapliga namn. Fruktgömmena är ljusgröna och axfjällen bruna med en grön nerv som bildar en utlöpande spets. Bladen är platta och betydligt kortare än strået.

## Förväxlingsarter
Glesstarr påminner mest om arten prickstarr (C.punctata) men denna sällsynta art som i Sverige bara förekommer på västkusten har gulgröna med tiden prickiga fruktgömmen och blad nästan lika långa som stjälken. Segstarr (Carex extensa) är vanligare än den förra och ofta en följeart till glesstarr. Denna liknar också glesstarr en del men har oftast mer rundade honax samt rännformiga blad.

## Växtplats och ekologi
Glesstarr vill i Norden ha saltpåverkad gräsmark som naturligt exponerade stränder och strandängar. I andra delar av sitt utbredningsområde kan den dock växa på icke saltpåverkad mark. Den är gynnad av ett visst mått av bete och har blivit lokalt sällsyntare då betesdrift på strandängar upphört. I Sörmlands flora, en regional flora över landskapet Södermanland, klassas glesstarr som regionalt rödlistad.

## Utbredning
Glesstarr är utbredd vid hela kusten upp till norra Uppland. I övriga Norden finns den även i Danmark, södra Norge samt på Åland. Världsutbredningen är i stort sett Europeisk.